# Marcus Gilbert (cestista)
Marcus Gilbert (Smyrna, 1º gennaio 1993) è un cestista statunitense, professionista in Europa.

## Carriera
Dopo i quattro anni di college alla Fairfield University, comincia la propria carriera professionistica nella Serie A2 italiana firmando in estate con il Basket Ferentino, dove rimane fino a febbraio (giocando a 12,2 ppg), quando si trasferisce nella Viola Reggio Calabria, squadra che milita nello stesso girone. All'esordio nella partita persa in trasferta contro la NPC Rieti, segna 31 punti e conclude la stagione con 15,8 punti di media nelle 5 partite giocate. In estate si trasferisce in Portogallo e firma per il Porto, dove esordisce anche in FIBA Europe Cup. Il 9 luglio 2018 passa in LEB Oro in Spagna, firmando per il La Palma. Dopo una stagione a poco più di 10 punti di media si sposta in Grecia dove firma con l'Ifaistos Limnou B.C..